# Dalip Frashëri
Dalip bej Frashëri, pseudonim artystyczny: Hixhretiu (fl. XIX w.; ur. we Frashërze, zm. w Konitsy) – albański poeta, tłumacz i derwisz bektaszycki. Autor utworu Kopshti i të Mirëvet, będący najdłuższym eposem znanym w literaturze albańskiej.

## Życiorys
Był uczniem Tahira Skënderasiego, swoje życie spędził w chanakach we Frashërze i w Konitsy. Gdy był na wygnaniu, w 1842 roku przetłumaczył na język albański Ogród męczenników (alb. Hadikaja) autorstwa azerskiego poety Fuzulego; przekład został zapisany alfabetem arabskim.Pracował także nad tłumaczeniem innego perskojęzycznego utworu pod tytułem Myhtarnameja, jednak przekład ten został ukończony w 1868 roku przez młodszego brata Dalipa, Shahina.

## Życie prywatne
Był synem Kaso Frashëriego.